# 冠番組
冠番組（かんむりばんぐみ）は、テレビ番組・ラジオ番組において、番組名に出演者や広告主（スポンサー）の名称や名称の一部が組み込まれている番組のこと。タレントの決め台詞、広告主の商品名、キャッチコピーなども冠番組に見なすこともある。
番組の広告主が一社のみだったり広告総量の多くを占める場合、その社名や商品名を番組名に付記することがあり、特に冠スポンサー番組と呼ばれる。
日本のキー局（NHK、日本テレビ、テレビ朝日、TBS、テレビ東京、フジテレビ）全てで冠番組を持った経歴のあるタレントは国分太一とさまぁ〜ずと有吉弘行。また、レギュラー放送が継続状態の冠番組を全キー局で同時に持った経歴のある唯一のタレントは、そのうち有吉のみであり、2023年1月現在も継続中。
タレントにとっては、ゴールデンタイムに自身の冠番組を持つこと、その冠番組が5年、10年と継続することが目標の1つになることもある。

## 冠番組名の変更
番組名に冠せられている出演者が逝去ならびに不祥事をはじめとした諸般の事情により出演出来なくなる場合は番組自体が終了になるか、番組名から冠タイトルとなっている出演者名を外すなどの措置が取られる。
- 「たけし・逸見の平成教育委員会」では1993年12月に逸見政孝が病死したが、ビートたけしの配慮により暫くは番組名に逸見の名前が冠せられ続けられていた。
- 「ノックは無用!」では司会者である横山ノックの参議院選挙や大阪府知事選挙活動中は公職選挙法に配慮して「ロックは無用」と一時的に改題して対応していた。
- 松本人志が2024年2月から芸能活動休止した際には「まつもtoなかい」は「だれかtoなかい」に改題、「人志松本の酒のツマミになる話」は番組名から松本の名前を外す措置が取られた。